# ریموند سیچی
ریموند سیچی (انگلیسی: Raymond Cicci; ۱۱ اوت ۱۹۲۹ – ۲۰ فوریهٔ ۲۰۱۲) بازیکن فوتبال اهل فرانسه بود.
از باشگاه‌هایی که در آن بازی کرده‌است می‌توان به باشگاه فوتبال استاد رنس اشاره کرد.
وی همچنین در تیم ملی فوتبال فرانسه بازی کرده‌است.